# 長崎電気軌道桜町支線
桜町支線（さくらまちしせん）は、長崎県長崎市の長崎駅前停留場と市役所停留場を結ぶ、長崎電気軌道の軌道路線である。

## 概要
本線と蛍茶屋支線を桜町経由で短絡する路線。3号系統のみが経由する。
かつては古町支線（ふるまちしせん）と称し、小川町停留場（現・桜町停留場）付近からは急勾配を上って現在の桜町公園の北側を通り、勝山町と桶屋町・古町の境を経由し、古町停留場にて蛍茶屋支線と合流するルートになっていた。1954年（昭和29年）に現在のルートへ変更、古町停留場も廃止となったが、昭和58年度版までの『民鉄要覧』には「古町支線」の名で掲載されていた。

## 路線データ
- 路線距離（営業キロ）：0.9 km
- 軌間：1435mm（狭軌）
- 停留場数：3（起終点含む）
- 複線区間：全線
- 電化区間：全線（直流600V）

## 歴史
蛍茶屋支線との合流部では過去に5度の列車脱線事故が発生しており、4度目の事故が発生した2017年には線路の改良工事が行われている。
- 1919年（大正8年）12月25日：長崎駅前 - 桜町（初代）間開通[3]。恵美須町・豊後町・桜町各停留場開業。
- 1920年（大正9年）7月9日：桜町 - 古町間が開通[4]。
- 1921年（大正10年）：豊後町停留場が小川町停留場に改称[5]。
- 1944年（昭和19年）1月：戦中の急行運転に伴い、恵美須町停留場が廃止[5][6]。
- 1945年（昭和20年）8月9日：長崎市への原子爆弾投下により不通[7]。
- 1946年（昭和21年）1月11日：運行再開[7]。
- 1950年（昭和25年）6月：駅前広場の拡張により、長崎駅前停留場を東へ36メートル移設[8][9]。
- 1954年（昭和29年）3月1日：峠越えの区間を廃止。ルート変更により桜町停留場（初代）・古町停留場廃止[9]。小川町停留場を移設[9]。桶屋町停留場が開業[10]。
- 1963年（昭和38年）3月：桶屋町停留場を公会堂前停留場に改称[10]。
- 1966年（昭和41年）9月20日：小川町停留場を桜町停留場に改称[5]。
- 1969年（昭和44年）4月：長崎駅前停留場が再度移設[9][11]。
- 1982年（昭和57年）
  - 7月23日：長崎大水害により運休[12]。
  - 7月25日：運行再開[12]。
- 2007年（平成19年）
  - 5月19日：公会堂前交差点で3号系統赤迫行き電車が脱線事故。
  - 5月24日：19日と同じ場所で同系統赤迫行き電車が再び脱線[13]。
- 2015年（平成27年）10月11日：公会堂前交差点で3号系統赤迫行き電車が脱線事故[14]。同日より3号系統は運休。
- 2016年（平成28年）
  - 2月29日：3号系統蛍茶屋行きの運行再開[14]。赤迫行きは2号系統で代替。4号系統は20分おきの運転に変更。西浜町停留場及び公会堂前停留場で乗り継ぎ券を発行。
  - 3月7日：平日朝夕のみ、公会堂前発の3号系統赤迫行き臨時便の運転を開始。
  - 6月2日：公会堂前交差点で3号系統赤迫行き電車が脱線事故[15]。
- 2017年（平成29年）
  - 10月22日：線路改良工事のため、3号系統を赤迫 - 公会堂前間へ短縮[2][16]。
  - 11月29日：3号系統の運行を全面再開[17]。西浜町方面への渡り線が撤去される。
- 2018年（平成30年）8月1日：公会堂前停留場を市民会館停留場へ改称[18][19]。
- 2019年（平成31年）4月21日：市民会館交差点で3号系統赤迫行き電車が脱線事故[20]。
- 2023年（令和5年）1月4日：市民会館停留場を市役所停留場へ改称[21]。

## 運行状況
3号系統のみが約6分間隔で運行されている。

## 停留場一覧
- 全停留場が長崎県長崎市に所在。全線複線、併用軌道。
- 全線を3号系統が経由する。

| 番号 | 停留場名       | 駅間 キロ | 営業 キロ | 接続路線                                                                   |
| ---- | -------------- | --------- | --------- | -------------------------------------------------------------------------- |
| 27   | 長崎駅前停留場 | -         | 0.0       | 長崎電気軌道：本線 九州旅客鉄道（JR九州）：西九州新幹線・長崎本線 ⇒ 長崎駅 |
| 44   | 桜町停留場     | 0.5       | 0.5       |                                                                            |
| 45   | 市役所停留場   | 0.4       | 0.9       | 長崎電気軌道：蛍茶屋支線 (38)                                              |

### 廃止停留場
- 恵美須町停留場：長崎駅前 - 小川町（現・桜町）間（旧線区間）[22]、1944年1月廃止[5][6]。
- 桜町停留場（初代）：小川町 - 公会堂前（現・市役所）間[22]、1954年3月廃止[9]。
- 古町停留場：当初の終点、1954年3月1日廃止[9]。